# 金上盛備
金上 盛備（かながみ もりはる）は、戦国時代から安土桃山時代にかけての武将。蘆名氏一族・金上氏15代当主。越後国蒲原郡津川城主。その卓越した政治手腕から「蘆名の執権」と呼ばれた。

## 生涯
大永7年（1527年）、金上氏14代当主・金上盛信の子として誕生。
天正6年（1578年）の御館の乱の際には、上杉景虎方として参戦した蘆名盛氏に従い、蒲原安田城を攻め落としている。盛氏死後も後継の蘆名盛隆に重用され、天正9年（1581年）に越後で発生した新発田重家の乱においても、盛隆に従い重家方として上杉景勝軍と戦った。また同年の上洛の際には従五位下、遠江守に叙任された。この時中央の実力者・織田信長に拝謁し、信長に盛隆を三浦介（三浦家棟梁）と認めさせる事に成功している。
天正14年（1586年）、蘆名亀王丸の死去に伴い、伊達氏・佐竹氏のどちらから養嗣子を迎えるかをめぐって家中が紛糾すると、盛備は盛氏時代からの功臣という実績を以て、佐竹氏から結城義広を迎える案を強行した。
ところが、この時義広に従って新たに入ってきた大縄・刎石・平井などの旧・佐竹家臣と、譜代の蘆名氏の家臣団の間に深刻な亀裂が生じてしまい、蘆名氏の弱体化を招いてしまう。そこを政宗につけ込まれ、内応者も多く出してしまった。天正15年（1587年）、新発田重家への補給拠点・赤谷城を守る小田切盛昭の救援に赴いたが、藤田信吉に撃退され、赤谷城は陥落する。
天正17年（1589年）6月5日の摺上原の戦いで伊達軍の片倉景綱隊に突撃し戦死した。享年63。
嘉永3年（1850年）、会津藩主・松平容敬は摺上原で討ち死にした蘆名氏の家臣三名（金上盛備・佐瀬種常・佐瀬常雄）の忠誠心を後世に伝えるために、古戦場跡に三忠碑と呼ばれる石碑を建立した。現在、猪苗代町の町指定史跡となっている。